# Felix Schlagintweit

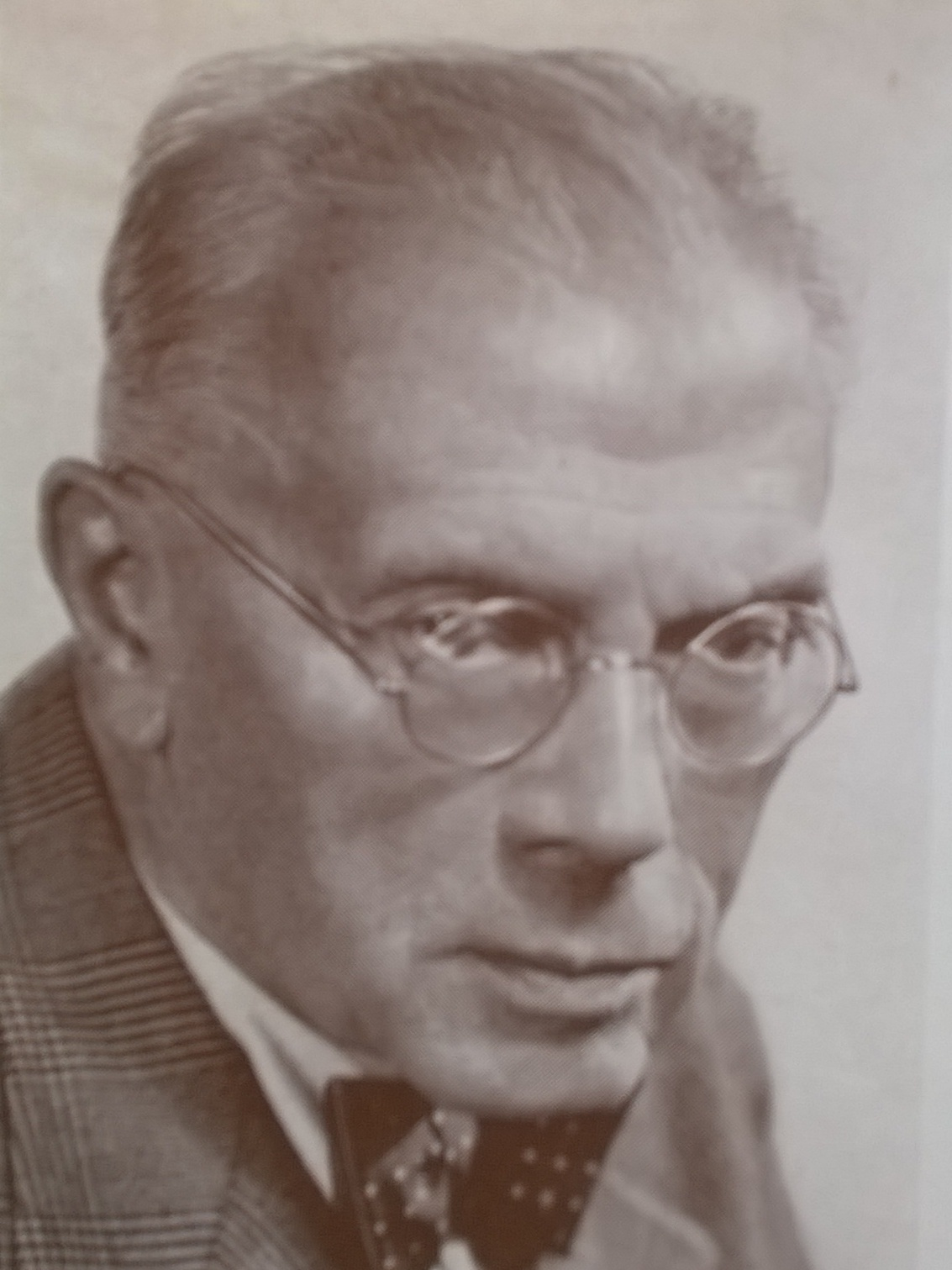
Felix Schlagintweit

Felix Schlagintweit (* 21. September 1868 in Bamberg; † 17. Mai 1950 auf der Halbinsel Urfahrn am Chiemsee) war ein deutscher Arzt und Schriftsteller.

## Leben
Felix Schlagintweit war der Sohn des Eisenbahningenieurs Anton Schlagintweit und dessen Ehefrau Rosine Schlagintweit, geb. Zimmermann. Nach der Gymnasialabsolutorialprüfung 1889 in Bamberg studierte er Medizin in München und Erlangen und promovierte 1893 in Erlangen mit einer Studie über  Frakturen der Wirbelsäule.
Er heiratete 1895 in erster Ehe die Bamberger Bierbrauerstochter Emilie Nathan (1872–1938) und 1938 in zweiter Ehe die 27 Jahre jüngere Krankenschwester Centa Glier (1895–1961). Beide Ehen blieben kinderlos.

## Wirken als Arzt
Nach Tätigkeiten in München und Partenkirchen wurde Felix Schlagintweit um 1896 als Arzt an das „Königlich bayerische Mineralbad Brückenau“ berufen. Unter seiner Leitung erlangte Bad Brückenau Weltruhm als Heilbad für Nieren- und Blasenerkrankungen. 1898 besuchte Kaiserin Elisabeth von Österreich-Ungarn für vier Wochen Bad Brückenau. Felix Schlagintweit bezeichnete sie als „blutarm, menschenscheu und gemütskrank“. Außerhalb der Kursaison praktizierte er in München, wo er zusammen mit seinem Bruder Oskar eine urologische Klinik betrieb. Nach dem Abschied von Bad Brückenau 1908 richtete er eine neue Klinik in der Heßstraße in München ein, die jedoch im Zweiten Weltkrieg völlig zerstört wurde.
Felix Schlagintweit verhalf der Urologie als neuer wissenschaftlicher Disziplin in Bayern und Deutschland zum Durchbruch. Dazu trugen seine Tätigkeiten in Bad Brückenau und München bei, seine wissenschaftlichen Publikationen wie das Lehrbuch Die Urologie des praktischen Arztes, die Mitarbeit bei der Zeitschrift für Urologie und die Erfindung eines retrograden Zystoskops sowie weiterer Kleininstrumente.

## Schriftstellerisches Schaffen

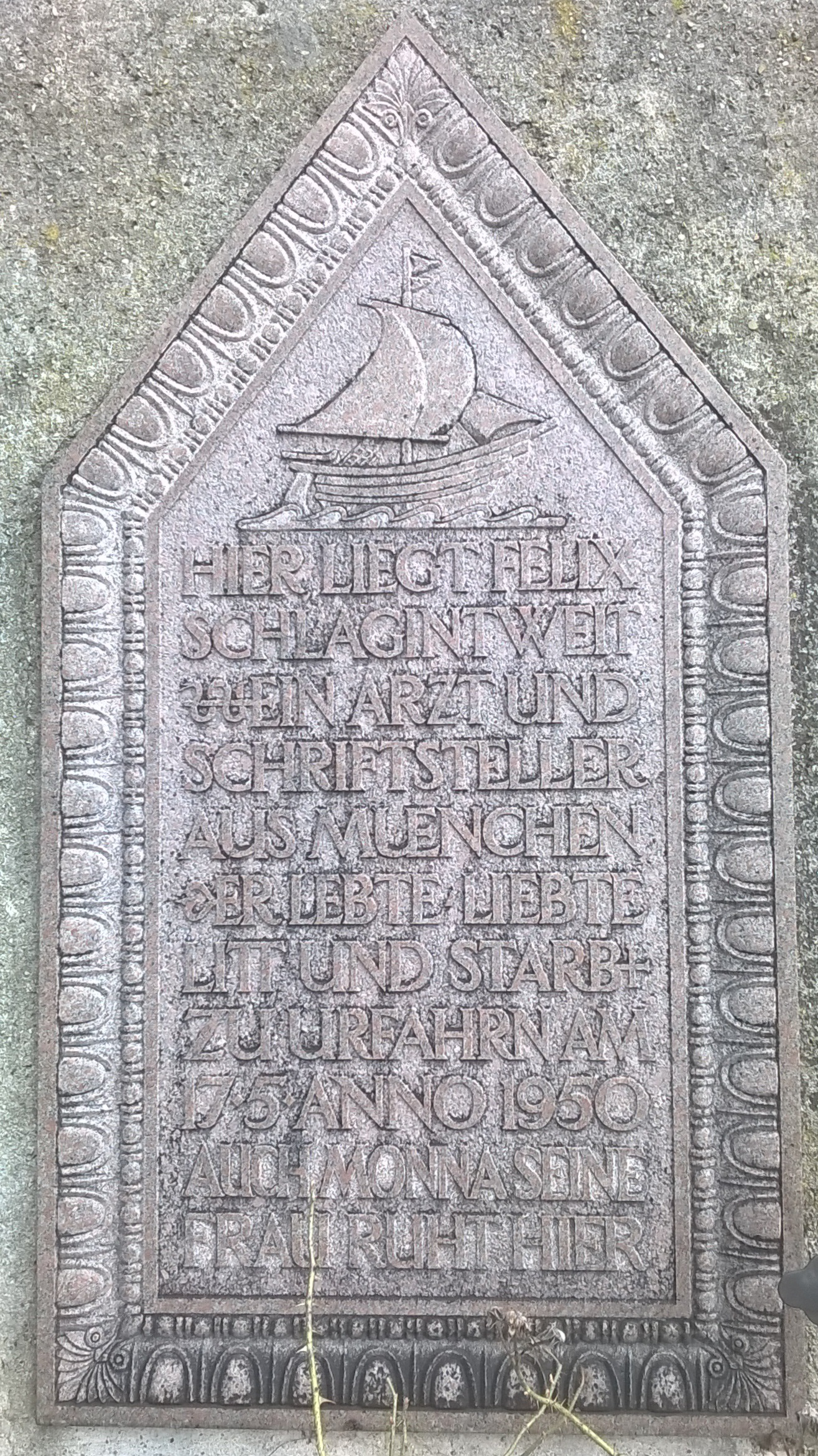
Grabstein auf dem Friedhof der Fraueninsel

In seiner Autobiografie Ein verliebtes Leben. Erinnerungen eines Münchner Arztes schildert Felix Schlagintweit das quirlige Leben der Münchner Kulturszene um 1900 und schreibt sich damit in ihr Gedächtnis ein. Der 1880 gegründete Münchner Orchesterverein, bei dem er als Kontrabassist mitwirkte, spielte dabei eine zentrale Rolle. Er vereinigte alles, was in München Rang und Namen hatte, und konnte „durch Verbindung von Musik und dekorativer Kunst Feste veranstalten, die weit über München hinaus berühmt wurden“.
Die 1943 erschienene und mehrfach wieder aufgelegte Autobiografie gehört zu den meistgelesenen Büchern der Nachkriegsjahre in München. Der heitere Erzählstil, zahlreiche Anekdoten aus dem Gesellschaftsleben, Reiseerlebnisse mit dem neuen Automobil und amouröse Abenteuer schaffen eine strahlend optimistische Atmosphäre, hinter der die Schrecken zweier Weltkriege verblassen.
1905 erwarb Felix Schlagintweit ein Anwesen auf der Halbinsel Urfahrn am Chiemsee. Ein verliebtes Leben widmet sich auch diesem Lebensabschnitt und ist eine aufschlussreiche Quelle für das Chiemseer Künstlerleben, die Malerkolonie auf der Fraueninsel und die Aktivitäten der aus der Stadt angereisten Sommerfrischler.
Für den Einzug in das neue Probelokal des Orchestervereins „Zum Goldenen Hirschen“ in der Türkenstraße in München schrieb er 1899 eine Parodie auf Mozarts Zauberflöte. In dieser kabarettistischen Szene mit dem Titel Die Zaubergeige oder Die Prüfung muss sich ein kleiner Violinist der Aufnahmeprüfung für das Orchester von Sarastro (alias Emanuel von Seidl) unterziehen. Felix Schlagintweit ist zudem der Librettist der komischen Oper Die Falle, die 1916 für seine Freunde gedruckt wurde. Die mittelalterliche Handlung spielt im Umkreis der Burg Wolkenstein (Südtirol).
Die medizinische Auseinandersetzung mit dem Blasenleiden von Napoleon III. inspirierte den Urologen zu dem historischen Roman Napoleon III., Lulu und Eugenie, 1935 erschienen. Mit dem Untertitel Menschliches – Allzumenschliches aus dem zweiten Kaiserreich ist der Erzählansatz bereits programmatisch vorgegeben. Es sollen „die wirklichen Menschen von damals“ und „die geschichtliche Wahrheit in Anekdoten“ geschildert werden.
Der autobiografisch anmutende Roman Don Juans Hochzeitsreise, aus dem Nachlass 1953 herausgegeben, beschreibt eine Dreiecksbeziehung zwischen einer Frau und zwei Männern. Der einst lebenslustige und schriftstellerisch ambitionierte Arzt Lutz ist durch den Zweiten Weltkrieg zum Invaliden geworden. Sein Konkurrent Professor Will kehrt von der Ostfront nicht zurück. Lutz begeht auf dem stürmischen Chiemsee einen Selbstmordversuch. Lisa rettet ihn jedoch, und die beiden finden in tiefer Liebe zueinander.
In einem Nachruf auf Felix Schlagintweit schrieb der Münchner Merkur am 22. Mai 1950: „Als der Sarg mit seinen sterblichen Überresten in dem schwarzen Kahn von Urfahrn nach der Fraueninsel hinüber gerudert wurde, leuchtete ein Regenbogen über dem See. Es war wie ein Symbol für das erfüllte Leben des Arztes und Schriftstellers, das sich in friedlicher Vollendung von der einen Jahrhundertmitte bis in die andere wölbte, nach dem schweren Gewitter des Zweiten Weltkriegs besonders vielfarbig und tröstlich erstrahlend.“

## Literarische Werke
- Die Zauber-Geige oder die Prüfung. Ein Haus-Einweihe-Festspiel. Textbuch mit histor. Notizlein u. Spitzlein. München 1899.
- Platea oder Die eifersüchtige Juno. Ballett-Komödie in zwei Akten und einem Vorspiel. Von J. Ph. Rameau. Für die moderne Bühne neu bearb. und hrsg. Musikalischer Teil von Hans Schilling, deutscher Text von Schlagintweit. Knorr & Hirth, München 1902.
- Duedelluet [Düdellüt]. 6 lyrische Gedichte von Wilhelm Busch. Für Männer-Solo-Quartett von Felix Schlagintweit (Musikdruck). Selbstverlag, München 1904.
- Die Falle. Komische Oper in zwei Akten von Felix Schlagintweit. Für seine Freunde als Handschrift gedruckt. Selbstverlag, München 1916.
- Napoleon III., Lulu und Eugenie. „Menschliches – Allzumenschliches“ aus dem Zweiten Kaiserreich. Den Deutschen aus französischen Quellen erzählt. Ackermann, München 1935.
- Ein verliebtes Leben. Erinnerungen eines Münchner Arztes. Knorr & Hirth, München 1943.
- Don Juans Hochzeitsreise. Die Geschichte einer Ehe. Aus dem Nachlass bearbeitet von Gerhard Pallmann. Pflaum, München [1953].

## Medizinische Schriften (Auswahl)
- Experimentelle Untersuchungen und Studien über Frakturen der Wirbelsäule und ihre operative Behandlung. Wolf, München 1893 (Dissertation, Universität Erlangen, 1893).
- Bad Brückenau, seine Kurmittel und seine Umgebung. Neuer Führer für Kranke und Gesunde. Kabitzsch, Würzburg 1905.
- Über Cystitis. A. Stuber, Würzburg 1907.
- Technik der Diagnose, Operation und Harnleiterbehandlung bei Nierentuberkulose. Mit einer einleitenden Übersicht und nach eigenen Erfahrungen für die Praxis dargestellt. Lehmann, München 1912.
- Urologie des praktischen Arztes. Lehmann, München 1921.